# Conga

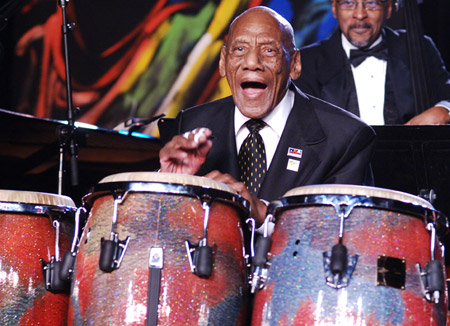
Cándido Camero

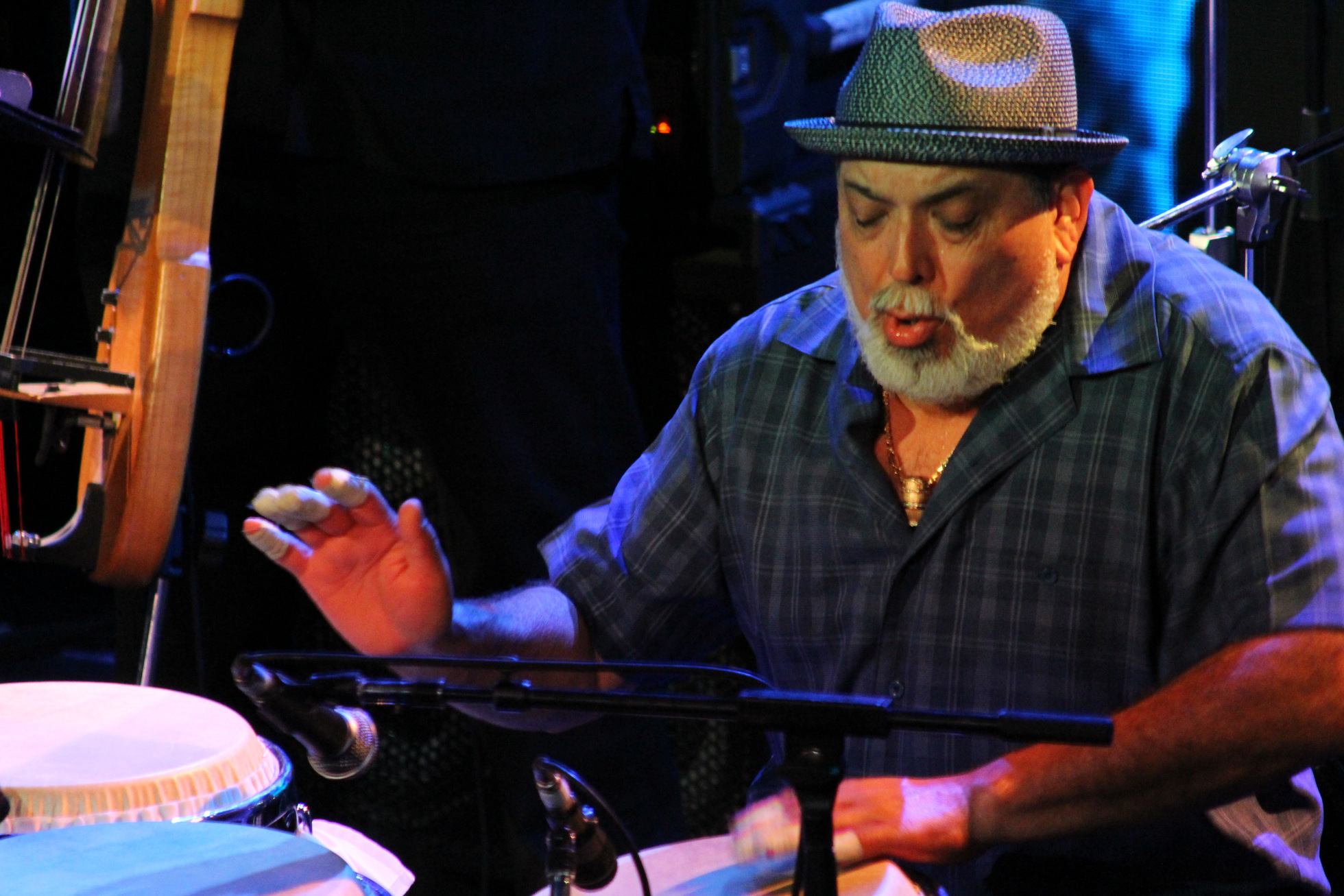
Poncho Sanchez

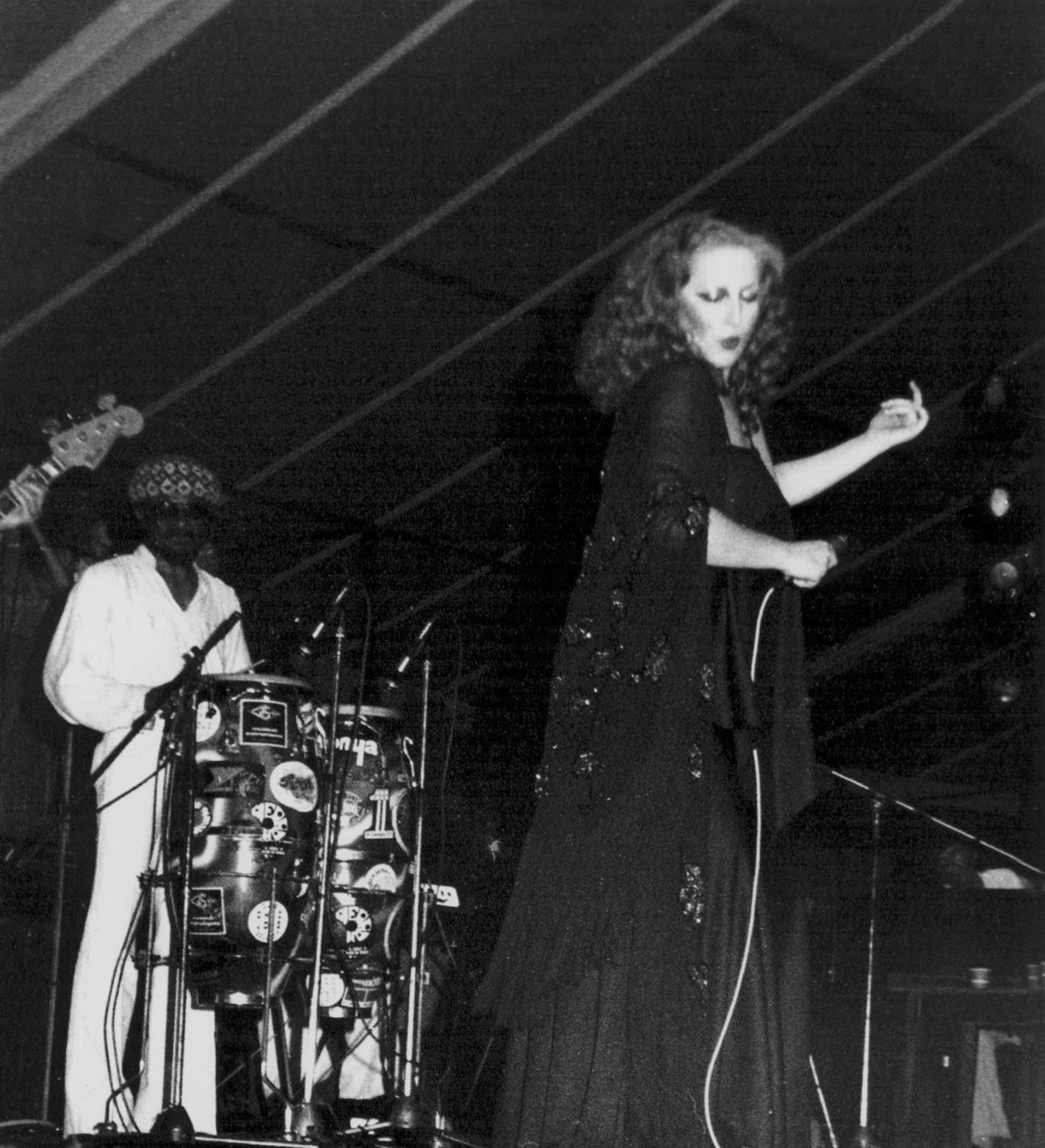
George Aghedo con Mina

Le conga sono strumenti musicali appartenenti alla famiglia dei membranofoni, utilizzati in origine nella musica afro-cubana, e diffusi successivamente in tutto il mondo, in vari generi musicali.
Sono tamburi alti e stretti e montano una singola pelle sulla cavità superiore. Essi derivano dal makuta congolese: in origine si ricavavano da un tronco che veniva svuotato, per poi applicargli una pelle bovina.

## Denominazione e dimensioni
Ogni tamburo facente parte della famiglia delle conga possiede un nome. Essi vengono divisi per la dimensione delle pelli:
- Ricardo: 22,9 cm (9")
- Requinto (detto anche nino): 24,8 cm (9,75")
- Quinto: 28 cm (11")
- Conga: da 29,2 a 30,5 cm (11,5" - 12")
- Seguidor (detto anche tres golpes): 30 cm (11,8")
- Tumbadora (detto anche tumba o salidor): 33 cm (13")
- Supertumba: 35,5 cm (14")

## Colpi fondamentali e tecnica
La tecnica di base si basa sui seguenti colpi: 
- Basso: si ottiene colpendo la pelle al centro con la mano piatta e togliendola subito;
- Palmo: si ottiene colpendo la pelle quasi al centro (una via di mezzo tra il centro e il cerchio, nella parte superiore) con la mano piatta;
- Dita: si ottiene colpendo la pelle con le dita, utilizzando come fulcro il polso;
- Slap: si ottiene colpendo il centro della pelle con la punta delle dita, slanciando la mano dall'alto come una frusta e provocando un suono secco. Esistono principalmente due tipi di slap: slap aperto (che si ottiene togliendo le dita subito dopo aver colpito la pelle) e slap chiuso (che si ottiene lasciando le dita sulla pelle anche dopo aver colpito, o in alternativa tenendo una mano appoggiata sulla pelle);
- Tono aperto: si ottiene colpendo con l'intera lunghezza delle dita la pelle a partire dal cerchio del tamburo. Per ottenere un buon tono aperto, è importantissimo che le dita colpiscano uniformemente la pelle;
- Muffled: si ottiene colpendo la pelle come nel tono aperto, ma lasciando le dita appoggiate sulla pelle.

Una tecnica caratteristica e fondamentale delle conga è quella del tumbao (o manoteo): essa consiste nel movimento basculante della mano, che esegue i colpi palmo e dita. La maggior parte dei ritmi afrocubani si basa sull'utilizzo di questa tecnica, unita agli altri colpi fondamentali.